# Krucifix (Studnice)
Krucifix na podstavě z roku 1823 je umístěn naproti čp. 8 v Bakově, katastrální území Řešetova Lhota, obec Studnice v okrese Náchod. Socha je od 26. listopadu 1997 chráněna jako kulturní památka. Národní památkový ústav tuto sochu uvádí v katalogu památek pod rejstříkovým číslem ÚSKP 12200/6-6012. 